# Jill Reynolds
Jill Reynolds (nascida em 1956) é uma artista contemporânea americana conhecida pelo seu trabalho em vidro.

## Juventude
Reynolds nasceu em Chicago, Illinois. Em 1979 formou-se em arquitectura pelo Evergreen State College em Olympia, Washington. Ela recebeu um grau de Mestre em Belas Artes da Universidade Rutgers em 1996.

## Carreira
Em 2003 era uma artista residente no Pittsburgh Glass Center. O seu trabalho encontra-se incluído nas colecções do Seattle Art Museum, do New Britain Museum of American Art, do Corning Museum of Glass e do Tacoma Art Museum.